# Syndroom van Kleine-Levin
Het syndroom van Kleine-Levin (KLS) of periodieke slaapzucht is een zeldzame idiopathische neurologische aandoening die abnormaal veel slapen als belangrijkste kenmerk heeft. Tijdens een periode waarin KLS actief is, is het niet uitgesloten om tot 21 uur per dag te slapen, met 15 uur de norm voor betere dagen. De oorzaak van KLS is onbekend. 
De terugkerende episodes van slaapzucht (hypersomnie) gaan doorgaans gepaard met gedragsveranderingen en cognitieve storingen. Deze periodes worden afgewisseld met periodes van normale slaap zonder enig symptoom, die soms maanden tot jaren kunnen duren. KLS treft voornamelijk adolescenten en is zelf-limiterend, deze episodes van slaapzucht blijken te stoppen wanneer men de dertig nadert. Boven de dertig jaar komt KLS zeer zelden voor.